# Парагвајци
Парагвајци су једина нација Америке која претежно говори језик индијанског порекла и која, као таква, има сопствену независну државу. Живе претежно у Парагвају, где чине око 95% становништва. Парагвајци су претежно Местици, односно мешани потомци Тупи племена, која су се населила у области реке Парагвај у петнаестом веку, и европских досељеника. По вероисповести су углавном католици, а велики број их је двојезичан. Највећи део Парагвајаца говори гварани језиком, који припада андско-екваторијалној групи америндијанске породице језика, а поред гваранија их много говори и шпански. Парагвајаца укупно има око 5.303.000, од тога у Парагвају 4.907.000.